# Simcheongga
Simcheongga, ou Le chant de Simcheong, est l'une des cinq histoires survivantes de la tradition du conte pansori coréen. Les autres histoires sont Chunhyangga, Heungbuga, Jeokbyeokga et Sugungga qui vantent chacune un code moral établi. Celle-ci traite de la piété filiale.
La date exacte du moment où l'histoire de Simcheong a été adaptée en pansori est inconnue. Selon les documents, Simcheongga se trouve déjà dans le Gwanuhui écrit par Manjae Song à l'époque de Sunjo de Joseon et également dans L'histoire de l'opéra traditionnel de Joseon écrit par Nosik Hung dans les années 1900. Simcheongga est considéré ayant accédé au statut de grande œuvre d'art grâce à la contribution du deoneum des chanteurs pansori. 
Simcheongga est le plus tragique des cinq pansori. L'histoire est presque entièrement faite de chagrin et de tristesse. Par conséquent, la mélodie semble aussi basse et sombre. Dans le pansori, le sentiment de la voix est plus important que sa pureté ou sa beauté: une belle voix ne peut pas exprimer la joie et le chagrin de vivre. Pour exprimer une profonde tristesse, le pansori nécessite une voix comme le geuneul (ombres). Dans Simcheongga, le geuneul mystique est important, donc seul un maître chanteur de pansori est considéré comme possédant la capacité de bien interpréter Simcheongga. 

## Récit
Il y a cinq actes dans ce pansori. Simcheongga parle de Simcheong et de son père, Sim Hak-gyu, que les gens appellent Sim-Bongsa (Sim l'aveugle). Elle doit prendre soin de son père aveugle. Cette histoire triste est parfois allégée d'humour. 
Le point culminant de ce pansori est lorsque Sim-Bongsa retrouve la vue. Une expression réaliste de cela nécessite un chanteur talentueux. Après que Sim-Bongsa ait retrouvé la vue, d'autres aveugles la retrouvent également. Enfin, Simcheongga se termine dans une ambiance festive.

## Structure
1) Dans la section sur la naissance de Simcheong, nous apprenons que Simcheong était à l'origine une femme céleste et qu'elle est venue dans le monde réel. Cela suggère que Simcheong est un être irréel.  
2) Croissance et prospérité de Simcheong: elle grandit dans le monde réel sous la garde de son père. Après avoir grandi, elle travaille pour un salaire, mendie pour soutenir son père et vend son corps pour 300 seoks de riz (environ 54 000 litres).  
3) Mort et survie de Simcheong: ici, Simcheong devient un sacrifice au Dieu de la mer et saute dans l'eau à Indangsu. Elle est transportée en toute sécurité au palais de Dieu.  
4) Simcheong devient une reine dans le monde marin. Son père retrouve la vue et elle se réunit avec lui. Ensuite, ils vivent heureux ensemble.  
Simcheong serait donc arrivée dans le monde réel comme un être irréel, née fille d'un aveugle. Elle se rend dans un endroit irréel et revient dans le monde réel après avoir apprécié le bonheur. Ainsi, le cadre de Simchoengjeon change: «espace irréel → espace réel → espace irréel → espace réel», en flux circulaire. 
L'histoire de Simcheongga du point de vue de Sim-Bongsa est également circulaire: 
1) Il vit avec sa femme et sa fille Simcheong et vit heureux, d'une certaine manière.  
2) Il perd sa femme, perd sa fille et passe des jours dans la tristesse et la douleur.  
3) Il vit heureux après avoir vu sa fille devenir reine et avoir retrouvé la vue.  
Le bonheur de l'acte 1 se transforme en souffrance à l'acte 2. Elle est finalement surmontée et le bonheur revient à l'acte 3. Ainsi, la fortune et le malheur ne sont pas permanents, mais montrent une structure circulaire dans laquelle les deux situations échangent leur place. La «circulation de l'espace réel et de l'espace irréel» et la «circulation du bonheur et du malheur» dans cette histoire sont basées sur la volonté de rendre le nouveau monde réel plein de bonheur, en abolissant la réalité malheureuse. Les Coréens espéraient et croyaient que les difficultés et les malheurs d'aujourd'hui pouvaient être surmontés demain et qu'ils pouvaient vivre heureux. Ce conteur s'est donc engagé à identifier les espoirs et les attentes du bonheur de demain tout en prenant plaisir à créer l'histoire. 

## Voir également
- Musique coréenne
- Pansori
- Pansori gosu
- Culture de Corée
- L'histoire de Shim Chong